# Edarat al-Moukhabarat al-'Ammah
L'Edarat al-Moukhabarat al-ʿAmmah est un service de renseignements (Moukhābarāt, en arabe : مخابرات) égyptien. Il se subdivise en trois branches :
- Moukhabarat al-ʿAmmah (renseignements généraux) : chargé du renseignement extérieur ainsi que du contre-espionnage ;
- Moubahath Amn ad-Dawla (enquêtes sur la sécurité de l'État) : chargé des enquêtes dans le domaine de la lutte anti-terroriste, le contre-espionnage (ils effectuent les arrestations), la lutte contre les courants extrémistes, ainsi que la répression du grand banditisme et des groupes criminels organisés ;
- Moukhabarat al-Harbiya (renseignements militaires) : chargé des enquêtes de protection des forces armées, des renseignements militaires stratégiques et de combat.